# Il paria (film)
Il paria (Cheating the Public) è un film muto del 1918 scritto e diretto da Richard Stanton.

## Trama
L'industriale John Dowling è un avido profittatore: taglia i salari agli operai della sua fabbrica e, nel contempo, aumenta i prezzi degli alimenti nel negozio aziendale. La situazione precipita: i dipendenti entrano in sciopero ma senza ottenere alcun risultato. La giovane Mary Garvin si presenta da Dowling a perorare la causa degli scioperanti, ma l'industriale, volendo vendicarsi perché anni prima la madre di Mary si era rifiutata di sposarlo, ora aggredisce la figlia. Nella lotta, parte un colpo e Dowling, colpito, cade morto.
Mary viene arrestata per omicidio e condannata a morte. Ma il vero assassino è Bull Thompson, il caposquadra della fabbrica che si vanta di essere stato lui a sparare. Chester, il figlio di Dowling, un bravo ragazzo che aveva tentato di introdurre in fabbrica delle riforme e che è innamorato di Mary, si precipita dal governatore per fermare l'esecuzione. Mary viene liberata e i due giovani sono liberi di sposarsi.

## Produzione
Il film fu prodotto dalla Fox Film Corporation.

## Distribuzione
Distribuito dalla Fox Film Corporation, il film uscì nelle sale cinematografiche statunitensi il 20 gennaio 1918. In italia venne distribuito dal Sindacato collegiale italiano nel 1920/21.

## Censura
La censura italiana apportò pesanti modifiche; vennero infatti eliminate:
- La didascalia "Il costo della vita permette di dare a ciascuno una modesta razione insufficiente per dare la forza e la salute a questi organismi resi anemici dal lavoro incessante" e la relativa scena.
- La didascalia "John Dowling, violento ed autoritario non conosce altra legge che il suo interesse. Il suo programma è: produzione intensa e salario minimo" e la relativa scena.
- La didascalia "Voi siete un bruto, non avete il diritto di battere una ragazza inferma, vigliacco!" e la relativa scena.
- La didascalia "Contrasto" "Per lui solamente!" "Ah! se avessi quello che egli ha per le mie ragazze" e la relativa scena.
- La didascalia "Mary Garvin nella sua squallida miseria non nutriva che una speranza: quella di intenerire Dowling" e la relativa scena.
- La didascalia "Pensate alla mia povera vita, è una famiglia intera ridotta in una sola camera, vestita di pochi cenci, mal nutrita!" e la relativa scena.
- La didascalia "Non fate la tragica! Non ho tempo di fare il filantropo!" e la relativa scena.
- La didascalia "Abbiate pietà di tanti infelici! Pensate che dopo aver penato di giorno in giorno, non hanno sempre da poter soddisfare la fame" e la relativa scena.
- La didascalia "La società si erigeva contro la povera e fragile Mary Garvin per giudicarla" e la relativa scena.
- La didascalia "Vi supplico, lasciateli qui un minuto ancora, un minuto solo. Sai con quella tua figura e con quell'abito non mi fai paura".[1]